# Martín Abadía
Martín Abadía   (Eixea, 14 de febrer de 1914 - Eixea, 12 de maig de 1997) va ser un ciclista aragonès que va córrer entre 1939 i 1945. Del seu palmarès destaca un segon lloc al Campionat d'Espanya de ciclisme de muntanya en ruta de 1940, un segon lloc a la Pujada a Arrate de 1942 i un 6è a la classificació final de la Volta a Catalunya de 1941.